# Irven DeVore
Irven DeVore (geb. 7. Oktober 1934; gest. 23. September 2014) war ein US-amerikanischer Anthropologe, Evolutionsbiologe und Kurator für Primatologie am Peabody Museum of Archaeology and Ethnology der Harvard University. Er lehrte als Professor für Anthropologie an der Harvard University.

## Leben und Wirken
DeVore wurde 1934 geboren. Er kam von der Sozialanthropologie zum Studium und Filmen von Pavianen und anderen Primaten in Afrika und beobachtete die San in der Kalahari und die Pygmäen.
Zusammen mit Richard B. Lee (geb. 1937) gab er 1968 den berühmten Tagungsband Man the Hunter (Der Mensch als Jäger) heraus, der die Kalahari-Debatte auslöste. Zusammen mit Richard B. Lee gab er auch den Band Kalahari Hunter-Gatherers zu den Jägern und Sammlern der Kalahari heraus (1976).
Er war einer der ersten, der die soziobiologische Theorie in seine Arbeit einbezog, eine Entscheidung, die sich als ebenso grundlegend wie herausfordernd erweisen sollte. Nach seinen eigenen Worten musste er „allem, was er bis zu diesem Zeitpunkt in der Anthropologie verstanden hatte, den Rücken kehren“.
Sein Buch über die Primaten (The Primates) aus der Time-Life-Reihe erschien auch auf Deutsch.
1968 wurde DeVore in die American Academy of Arts and Sciences gewählt.

## Zitat
Males are basically a breeding experiment run by females. […] Males are the safest, most consistent way to contribute variation to the system...

## Publikationen (Auswahl)
- Richard Lee, Irven DeVore (Hrsg.): Man the Hunter. The First Intensive Survey of a Single, Crucial Stage of Human Development – Man’s Once Universal Hunting Way of Life. Aldine, Chicago 1968 (englisch; Tagungsband). Digitalisat

weitere:
- 1963 Baboon Behavior Awarded first prize by the Educational Film Library Association.
- 1965 The Primates, with S. Eimerl (Series: LIFE Nature Library), Time-Life, New York.
- Primate Behavior: Field Studies of Monkeys and Apes, ed., Holt, Rinehart & Winston, New York. 1965
- 1976 Kalahari Hunter-Gatherers, with Richard B. Lee, eds., Harvard University Press, Cambridge, Massachusetts.
- 1982 Field Guide for the Study of Adolescence, with Beatrice Whiting, John Whiting et al.
- 1990 Current Studies on Primate Socioecology and Evolution.
- 1992 Socioecology of baboons in the Cape of Good Hope Nature Reserve, 1958–92.